# Passenans
Passenans är en kommun i departementet Jura i regionen Bourgogne-Franche-Comté i östra Frankrike. Kommunen ligger i kantonen Sellières som tillhör arrondissementet Lons-le-Saunier. År 2022 hade Passenans 336 invånare.

## Befolkningsutveckling
Antalet invånare i kommunen Passenans
Referens:INSEE